# 塩山シネマ
塩山シネマ（えんざんシネマ）は山梨県甲州市塩山上於曽1138-1にある映画館。120席の1スクリーンを有する。運営は塩山シネマであり、代表者は渡邊真吾。

## 歴史

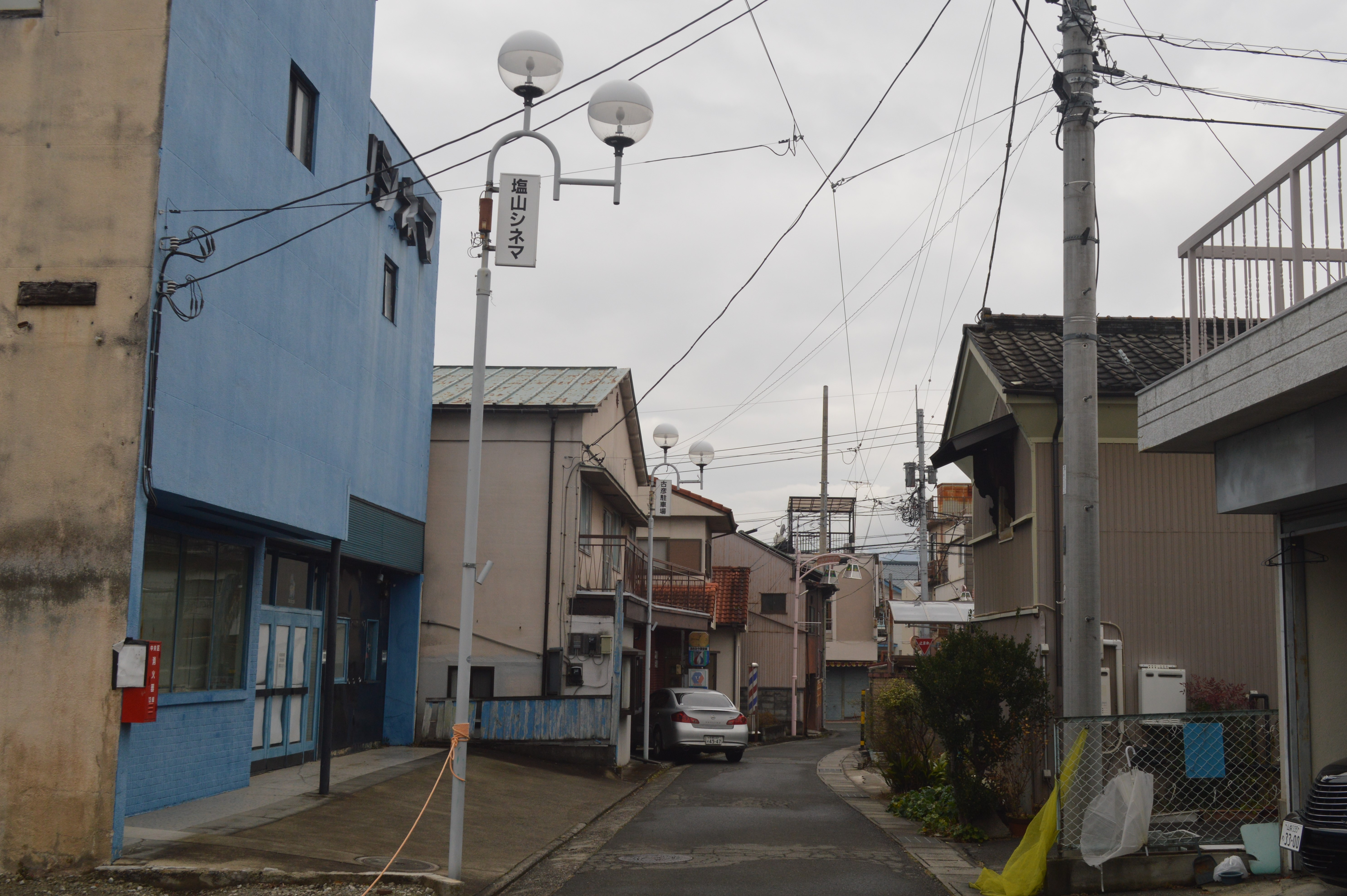
塩山シネマと通り

1957年（昭和32年）に渡邊五郎によって塩山市に塩山シネマが開館した。富士吉田興行の経営者だった渡邊五郎は40館以上の映画館を経営しており、山梨県の興行史において特筆すべき人物とされる。昭和30年代の塩山市には塩山シネマの他に、塩山七宝館、鶴命座、塩山中央劇場があったが、いずれも昭和30年代末頃までに閉館している。
塩山シネマでは映画上映のほかに、芝居の興行や発表会なども催された。2代目経営者は渡邊和夫であり、その後渡邊五郎の孫である渡邊真吾が3代目として経営を引き継いだ。渡邊真吾は常設館である塩山シネマを休日のみの営業とし、平日には映写機を携えて他地域に遠征する出張上映に力を入れている。2006年（平成18年）に山梨市に横溝正史館が開館した際には、横溝正史原作の映画『犬神家の一族』の出張上映が好評だった。
2011年（平成23年）6月以降、建築士や郷土史家からなるNPO法人山梨家並保存会によって、塩山シネマを含む甲州市塩山地区の建物の調査が行われた。
2023年（令和5年）12月から2025年（令和7年）5月にかけて甲府市のシアターセントラルBe館が一時休館したことで、その期間中は山梨県内で営業中の映画館は塩山シネマと中巨摩郡昭和町のTOHOシネマズ甲府のみとなり、独立系の映画館は塩山シネマのみとなっていた。

## 施設
客席数は120席。以前は2階席もあったが閉鎖されている。建物は開館時から使用されている一方で、設備は3D映画や7.1chデジタル音響にも対応している。

## 営業
上映作品が子供向けに特化されていることもあり、2009年（平成21年）時点では映画館の営業日は土休日のみだった。平日は原則休みであるが出張上映を行なっており、ドライブインシアター用の移動型エアスクリーンも所持している。

## アクセス
- JR中央本線塩山駅より徒歩10分